# Markus Karstieß
Markus Karstiess (né en 1971 à Haan) est un sculpteur allemand.

## Biographie
Karstieß étudie de 1992 à 1998 à l'académie des beaux-arts de Düsseldorf dans la classe de Jannis Kounellis. De 2008 à 2012, il dirige la direction artistique de la Kunstverein Schwerte avec Christian Freudenberger. Tout au long de sa carrière artistique, Karstieß reçoit de nombreuses bourses d’études, expose en Allemagne et à l'étranger, et est représenté à Düsseldorf par la galerie Van Horn depuis 2007 et à Ancient & Modern à Londres. Markus Karstieß vit et travaille à Düsseldorf.

## Œuvre

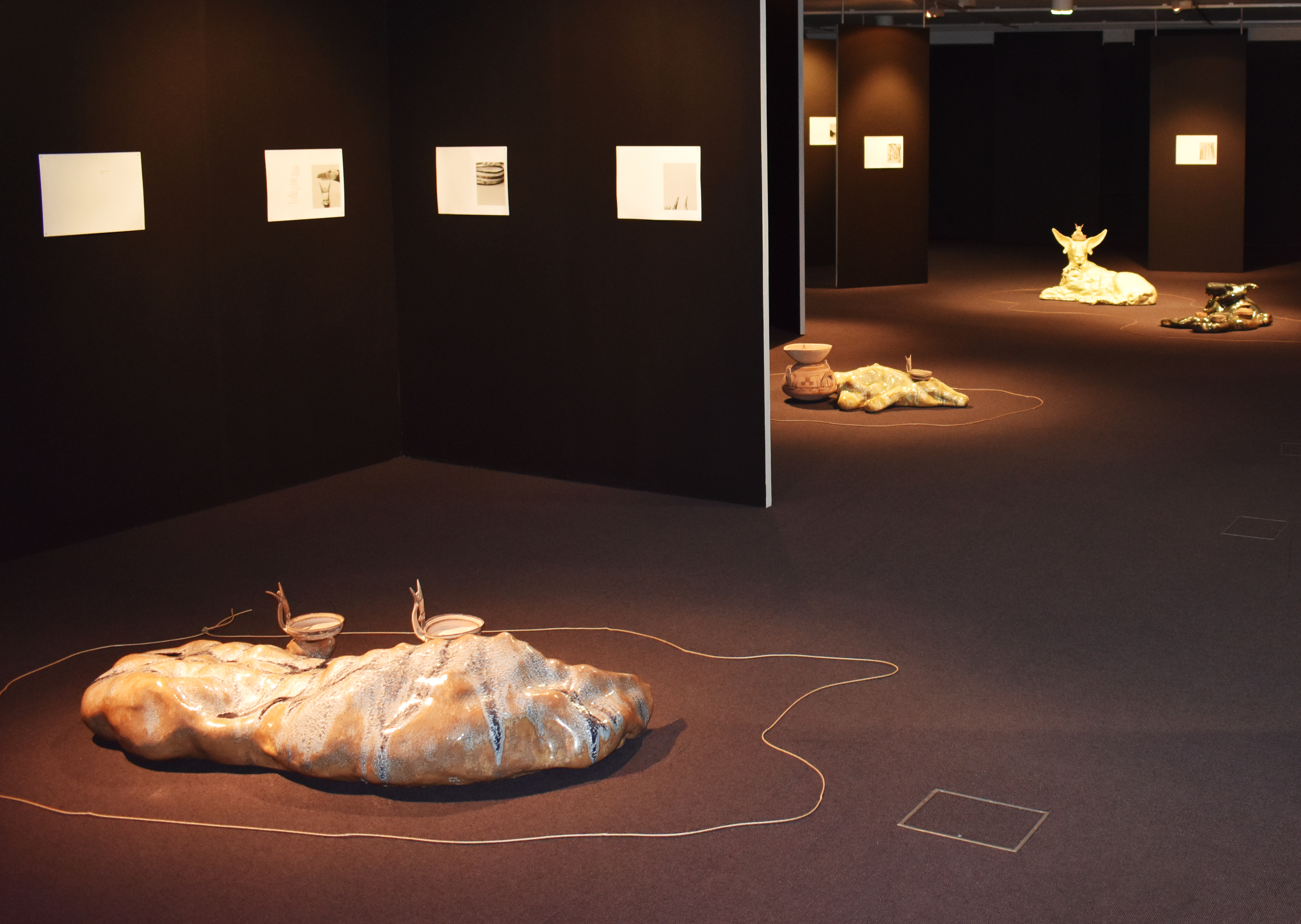
Exposition au Musée allemand de la céramique de sculptures de Markus Karstieß en 2017

Le travail sculptural de Karstieß est façonné principalement par ses mains. L’empreinte de la main est donc toujours présente dans le contenu et formellement déterminante. Karstieß traite principalement de matériaux céramiques et utilise pour cuire ses objets diverses techniques telles que les anciennes techniques du raku japonais ou du lustre arabe. Un élément fréquent de son processus de création est le désassemblage et le réassemblage des pièces individuelles en un nouvel ensemble.
En 2016, il collabore avec l'artiste de Düsseldorf Christian Jendreiko pour l'œuvre Soft Revolution.

## Source de la traduction
- (de) Cet article est partiellement ou en totalité issu de l’article de Wikipédia en allemand intitulé « Markus Karstieß » (voir la liste des auteurs).